# Batalha de Pegas
A Batalha de Pegas (em latim: Pegae) foi travada entre 11 e 18 de março de 922 nas vizinhanças de Constantinopla entre as forças do Primeiro Império Búlgaro e do Império Bizantino e resultou numa vitória búlgara.

## Origem do conflito
Depois de grandes vitórias em 917, Simeão I (r. 893–927) tentou tomar para si o trono bizantino. Seu primeiro passo foi tornar-se regente do jovem imperador Constantino VII Porfirogênito (r. 913–959), mas, em 919, o drungário da frota Romano I Lecapeno (r. 920–944), tentando impedir a interferência búlgara em Constantinopla, substituiu a mãe de Constantino, Zoé Zautsina, como regente. Em 920, ele se autoproclamou co-imperador, o que arruinou os planos de Simeão de ascender ao trono por meios diplomáticos. No mesmo ano, o czar declarou guerra e tomou quase todas as possessões bizantinas nos Bálcãs entre 920 e 924.

## Batalha
Em 922, um enorme exército búlgaro comandado por Caucano e Menico marchou rapidamente pelos montes Strandzha e alcançou os subúrbios de Constantinopla. Romano enviou tropas comandadas pelo doméstico das escolas Potos Argiro e pelo drungário da frota Aleixo Mosele para enfrentá-lo. A batalha se realizou num lugar chamado Pegas (em latim: Pegae), perto da vila de Balacla. Porém, o ímpeto inicial búlgaro se mostrou irresistível e os comandantes bizantinos foram os primeiros a fugir, com Mosele se afogando numa tentativa desesperada de alcançar um navio que o tirasse dali. A maior parte dos soldados e marinheiros bizantinos foram mortos, se afogaram ou acabaram presos.

## Consequências
Depois da batalha, os búlgaros queimaram os palácios que encontraram, saqueando todo  o Chifre de Ouro antes de retornarem em triunfo para Preslav.